# Daniela Luján
Daniela Barríos Rodríguez, mais conhecida como Daniela Luján, (Cidade do México, 5 de abril de 1988) é uma atriz, cantora e apresentadora mexicana. É conhecida por interpretar Gabriela "Gaby" del Valle de López na série Uma Familia de Dez, considerada a "Rainha das Telenovelas Infantis" por ter protagonizado telenovelas de éxito mundial, sendo elas: Luz Clarita e O Diário de Daniela. Obteve destaque em Sortilégio, interpretando Lisette Albarrán e De que te quiero, te quiero, interpretando Karina Montiel, projetos que marcaram sua transição e amadurecimento artistico. Em sua carreira musical, alguns críticos a denominam como Princesa da Cúmbia.

## Biografia

### 1988—95: Primeiros anos e início da carreira
Filha de Miguel Barríos Luján e Amalia Rodríguez Gómez , desde criança já mostrava que tinha dom para atuar. Com 5 anos de idade Daniela, faz teste para participar do programa infantil do méxico Plaza Sésamo, e graças ao seu trabalho, conseguiu ser um dos destaques do programa.
Em 1995, fez uma participação especial na telenovela La dueña produzida por Florinda Meza, onde Daniela interpreta Regina Villareal quando criança, no Brasil adaptada como Amor e Ódio, e posteriormente mais afamada na versão com Lucero, A Dona. No mesmo ano faz uma pequena participação no filme "Entre Pancho Villa y Una Mujer Desnuda".

### 1996—02: Luz Clarita, O Diário de Daniela e Corazón.com
MaPat López de Zatarain, produtora de telenovelas da Televisa, a escolhe para protagonizar a telenovela Luz Clarita, junto com o ator cubano César Évora. no Brasil, a novela foi exibida em 1999. Com o grande sucesso se lança como cantora e interpreta os temas da novela na trilha sonora "La Luz Más Clarita".
Em 1998, protagoniza o filme porto-riquenho Meu Pequeno Anjo, interpretando a menina anjo Maria e novamente emprestando a sua voz para a trilha sonora do filme, compartilhando créditos com Leticia Calderón e Carlos Bonavides.
Em 1998, realizou uma pequena participação no último episódio da telenovela Gotinha de Amor, no qual interpretou Daniela, amiga da protagonista Andrea Lagunes.
Em 1999, seu trabalho seguinte foi O Diário de Daniela como a personagem principal e irmã de Anahí na história, a novela com sucesso a nível internacional e com o lançamento de um disco da trilha sonora em português. Daniela foi a primeira cantora latina a se apresentar no Radio City Music Hall em Nova York. Após conquistar a maior casa de shows dos Estados Unidos, se apresentou em Washington, D.C., Chicago,  Maryland, Los Angeles,  Porto Rico e Filipinas, que contou com mais de 20 mil pessoas. No mesmo ano, lança o seu primeiro disco como solista, intitulado "Por Un Mundo Mejor", com três singles "Por Un Mundo Mejor", "Salto, Salto" e "Yo Soy Latina".
Nos anos 2000, participou da telenovela juvenil Primer amor... a mil por hora, interpretando Sabrina Luna e novamente sendo irmã de Anahí a protagonista da história e compartilhando créditos com Kuno Becker, Valentino Lanus, Ana Layevska e Dulce Maria. No mesmo ano houve o lançamento do seu segundo disco como solista, intitulado "Corazón.com", com quatro singles "Mi Corazón.Com", "Más, Más, Más", "Dame Tu Amor, Amor, Amor" e "Yo Quiero Darte Amor" alguns incluídos na telenovela Primer amor... a mil por hora, com o grande sucesso, houve o lançamento da edição brasileira "Coração.com" com várias canções em português, incluindo os singles "Coração.com" e "O Amor é Real" gravada especialmente para ser tema de abertura da telenovela Gotinha de Amor no Brasil. Logo após reaparece na segunda fase da telenovela Cómplices al Rescate, com as personagens protagonistas, Silvana e Mariana. No Brasil houve o lançamento da boneca "Mariana", após sua entrada na trama. Compartilhou créditos com Laura Flores, Cecilia Gabriela e Francisco Gattorno. No mesmo ano apresenta os programas "Alebrije Kids" e "Generacion del Milenio".

### 2003—06: Ritmo y Sabor, Kids4TV e Vaselina
Em 2003, participa da obra teatral ¿En dónde está el mago de Oz? interpretando Doroty, retorna a Porto Rico para uma participação especial na famosa série "Minga y Petraca" da Telemundo, retornando ao México, participa de alguns episódios da série Mujer, casos de la vida real e logo após viaja para os Estados Unidos para apresentar o programa musical Ritmo y sabor, da Telemundo, onde tem a oportunidade de entrevistar a atriz e cantora Thalía. 
Em 2004, voltando ao México, participa da obra teatral Ariel, una tierna historia de mar, junto a José Joel e realiza uma participação especial em um episódio da série "La Jaula", interpretando uma debutante. 
Em 2005, participa da peça musical "Centella, Tierra de Magia y Estrellas", onde interpreta a protagonista "Princesa Catite", interpretando músicas de um terceiro disco como solista que seria lançado intitulado "Cielo Nuevo", porém foi cancelado, em razões de falta de apoio da gravadora, ao decorrer de uma apresentação, sofre um gravíssimo acidente nas piscinas que eram uma das locações da peça, quebrando o nariz, com a impossibilidade de respirar acaba desmaiando, é levada as pressas para o hospital para a realização de uma cirurgia e urgência para a reconstrução de seu nariz. 
Em 2006, logo após o acidente e a sua recuperação, apresenta o programa "KIDS4TV", destinado ao público juvenil, juntamente com Miguel Martinez, no mesmo ano integra-se na peça musical "Vaselina" (versão mexicana de "Grease"), interpretando Licha e Sonia, compartilhando créditos com Sherlyn González, Aarón Díaz e Ana Brenda Contreras.

### 2007—12: Una Familia de Diez, Sortilégio e Tanta Mujer
Em 2007, faz participação na série Una Familia de Diez, sendo uma das protagonistas, interpretando Gabriela "Gaby" del Valle de López e compartilhando créditos com Andrea Torre, Ricardo Margaleff e Mariana Botas. No mesmo ano lançaria o seu terceiro disco como solista, intitulado "Una Chica Como Yo", um amadurecimento musical em sua carreira, porém novamente foi cancelado, em razões de falta de apoio da gravadora.
Em 2008, se dedica a peças teatrais e musicais como: "Radio Patito", "La Sirenita, el Musical" e "La Cenicienta". No mesmo ano protagoniza três episódios da série A Rosa dos Milagres, interpretando Angélica, Carolina e Aura.
Em 2009, após várias tentativas de retorno no cenário musical, lança seu terceiro disco como solista, intitulado Tanta Mujer com três singles "Tanta Mujer", "Quién Eres Tú" e "Mentiroso", onde se tornou um sucesso, sendo a faixa Tanta Mujer a mais pedida nas rádios mexicanas, peruanas e porto-riquenhas. No mesmo ano compartilha créditos com William Levy e Jacqueline Bracamontes na telenovela Sortilégio, onde interpreta a vilã Lisette Albarrán, irmã da personagem de Ana Brenda Contreras que ao decorrer da trama, seu personagem descobre que tem leucemia, comovendo o público e sendo muito elogiada por sua atuação, no mesmo ano participa de peças teatrais como: Camisa de Fuerza e Abracadabra.
Em 2010, continua promocionando seu terceiro disco como solista e participando de peças teatrais como: Wicked, interpretando Nessarose e El Juego, interpretando Danny.
Em 2011, se apresentou no programa Don Francisco Presenta de Don Francisco nos Estados Unidos e realizou participação especial no reality peruano Amigos y Rivales, onde saiu vencedora. Competiu com mais de 20 casais de atores.
| “ | O importante não foi ganhar o reality, mas em saber que posso contar com a ajuda dos meus fãs. Muito obrigado a todos!. | ” |

## Filmografia
| Filmes               | Filmes                                 | Filmes                                                            |
| Ano                  | Filmes                                 | Personagem                                                        |
| -------------------- | -------------------------------------- | ----------------------------------------------------------------- |
| 2021                 | Agua de Arrayán                        | Laura                                                             |
| 2020                 | Os Croods 2: Uma Nova Era              | Dawn Betterman/Alba Siemprebien (Voz - Dublagem Latina)           |
| 2020                 | Sobre Tus Huellas                      | Carolina                                                          |
| 2019                 | Fora de Série                          | (Voz - Dublagem Latina)                                           |
| 2019                 | Charming                               | Lenore (Voz - Dublagem Latina)                                    |
| 2016                 | Trolls                                 | DJ Suki (Voz - Dublagem Latina)                                   |
| 1998                 | Meu pequeno Anjo                       | María de las Estrellas                                            |
| 1996                 | Entre Pancho Villa y una mujer desnuda | Daniela                                                           |
| Telenovelas e Séries |                                        |                                                                   |
| Ano                  | Título                                 | Personagem                                                        |
| 2024                 | Papás por conveniencia                 | Protagonista                                                      |
| 2019                 | Julia vs. Julia                        | Protagonista "Los Cuervos Malditos" Episódio: Fuerza Incontenible |
| 2018                 | Por Amar sin Ley                       | Valéria Zamúdio de Ocampo                                         |
| 2013                 | De que te quiero, te quiero            | Karina Montiel                                                    |
| 2011/2014            | Como dice el dicho                     | Cláudia / Ingrid                                                  |
| 2009                 | Sortilégio                             | Lisette Albarrán                                                  |
| 2008                 | A Rosa dos Milagres                    | Angélica / Carolina / Aura                                        |
| 2007/2019 - Presente | Uma Familia de Dez                     | Gabriela "Gaby" del Valle de López                                |
| 2004                 | La Jaula                               | Debutante                                                         |
| 2003                 | Mujer, casos de la vida real           | Patrícia Episódio: La Custodia                                    |
| 2003                 | Minga y Petraca                        | (Participação especial)                                           |
| 2002                 | Cómplices al rescate                   | Silvana Del Valle/ Mariana Cantú                                  |
| 2001                 | Primero amor... Três anos depois       | Sabrina Luna Guerra                                               |
| 2000                 | Primero amor... a mil por hora         | Sabrina Luna Guerra                                               |
| 2000                 | Derbez en Cuando                       | (Participação especial)                                           |
| 1998                 | O Diário de Daniela                    | Daniela Monroy                                                    |
| 1998                 | Gotita de amor                         | Daniela                                                           |
| 1996                 | Luz Clarita                            | Luz Clarita                                                       |
| 1994                 | La dueña                               | Regina Villareal (criança)                                        |
| 1993                 | Plaza Sésamo                           | Maria                                                             |

### Reality Shows
- 2017 - Bailadísimo Junior ... Ela mesma (Jurada) [4]
- 2017 - Pequeños Gigantes USA ... Ela mesma (Capitã)
- 2012 - Un Día Con ... Ela mesma (Participante)
- 2012 - Desafío sin fronteras ... Ela mesma (Participante)
- 2011 - Amigos y Rivales ... Ela mesma (Capitã)

### Apresentadora
- 2018 - Lifetime Fashion Studio... Apresentadora
- 2017 - Presente - ¡Qué Rayos! ... Apresentadora
- 2017 - Bailadísimo Junior... Apresentadora [5]
- 2012 - TV de noche... desde la tarde ... Apresentadora
- 2006 - Kids 4TV ... Apresentadora
- 2003 - Ritmo y Sabor ... Apresentadora
- 2002 - Generacion del Milenio ... Apresentadora
- 2002 - Alebrije Kids ... Apresentadora

### Teatro
- 2019-2020 - En El 2000, El Musical Del Nuevo Milenio ... Anahí/Renata
- 2018 - Cosas de Papá y Mamá ... Luisa
- 2018 - La Princesa y el Ministro ... Princesa
- 2018 - La Estética del Crimen ... Bárbara Lláñes
- 2017 - La Tiendita de los Horrores ... Audrey Fulquard
- 2016-2017 - Verdad o Reto - Chiquitere/Macarena/Soraya Montenegro
- 2016 - Carrie El Musical ... Carrietta N. "Carrie" White
- 2016 - El Juego Que Todos Jugamos ... Julieta Pérez
- 2014-2016 - La Familia de Diez ... Gabriela "Gaby" del Valle de López
- 2014-2015 - Lluvia de Alegrías ... Maya
- 2013 - Los Efectos de los Rayos Gamma ... Ruth
- 2012 - Amor Sincero ... Daniela
- 2011-2012 - 12 Princesas en Pugna
- 2011 - Cuentos para un día de Sol ... Trapitos
- 2011 - Reflekta
- 2010 - Wicked ... Nessarose
- 2010 - Cenicienta, El Musical ... Cenicienta
- 2010 - El Juego ... Danny
- 2009 - Abracadabra
- 2009 - Camisa de Fuerza ... Enfermeira
- 2008 - Radio Patito
- 2008 - La Sirenita, el Musical
- 2006 - Vaselina ... Licha/Sonia
- 2005 - Centella, Tierra de Magia y Estrellas ... Princesa Catite
- 2004 - Ariel, una tierna historia de mar
- 2003 - ¿En dónde está el mago de Oz? ... Doroty
- 1998 - Caperucita Roja
- 1997 - El Sueño de una Flor
- 1996 - Luz Clarita en el País de la Fantasía ... Luz Clarita

## Discografia
| Ano  | Detalhes do Álbum | Singles                                                                     |
| ---- | --- | --------------------------------------------------------------------------- |
| 1999 | Por un Mundo Mejor - Lançamento: 27 de agosto de 1999 - Gravadora(s): Warner Music México - Formato(s): CD, download digital | 1. "Por Un Mundo Mejor" 2. "Salto, Salto" 3. "Yo Soy Latina"                |
| 2001 | Corazón.com - Lançamento: 30 de janeiro de 2001 - Gravadora(s): Warner Music México - Formato(s): CD, download digital       | 1. "Mi Corazón.Com" 2. "Dame Tu Amor, Amor, Amor" 3. "Yo Quiero Darte Amor" |
| 2009 | Tanta Mujer - Lançamento: 12 de abril de 2009 - Gravadora(s): Fonarte Latino - Formato(s): CD, download digital              | 1. "Tanta Mujer" 2. "Quién Eres Tú" 3. "Mentiroso"                          |